# 周山町
周山町（しゅうざんまち）は、京都府北桑田郡にあった町。
現在の京都市右京区京北浅江町・京北宇野町・京北漆谷町・京北熊田町・京北五本松町・京北下熊田町・京北周山町・京北西町・京北矢代中町にあたる。

## 地理
- 山岳：白岩山、黒尾山
- 河川：桂川

## 歴史

### 沿革
- 1889年（明治22年）4月1日 - 町村制の施行により、北桑田郡浅江村・宇野村・漆谷村・熊田村・五本松村・下熊田村・周山村・西村・矢代中村の区域をもって周山村が成立。
- 1943年（昭和18年）4月1日 - 町制施行して周山町となる。
- 1955年（昭和30年）3月1日 - 宇津村・黒田村・細野村・山国村・弓削村と合併して京北町が発足。同日周山町廃止。

## 交通

### 道路
- 国道162号

### 路線バス
- 西日本ジェイアールバス